# Spice (nhạc sĩ)
Grace Latoya Hamilton (sinh ngày 6 tháng 8 năm 1982), được biết đến với tên gọi nghệ danh là Spice, là một nghệ sĩ thu âm, ca sĩ và nhạc sĩ người Jamaica. Bắt đầu sự nghiệp từ đầu những năm 2000, cô đã có thành công lớn đầu tiên với đĩa đơn gây tranh cãi "Romping Shop" với Vybz Kartel năm 2009.
EP đầu tay của So Mi Like It, bao gồm đĩa đơn cùng tên, được phát hành vào năm 2014 thông qua VP Records. Năm 2018, cô tham gia đoàn làm phim truyền hình thực tế của VH1 Love &amp; Hip Hop: Atlanta. Cuối năm đó, cô đã phát hành dự án đầy đủ đầu tiên của mình, một bản mixtape có tên Captured, ra mắt ở vị trí số một trên bảng xếp hạng Billboard Reggae Album.

## Thơ ấu
Grace Latoya Hamilton được sinh ra tại Bệnh viện Spanish Town ở St. Catherine, Jamaica và lớn lên ở Portmore.  Cha cô mất khi cô chín tuổi. Khi còn nhỏ, cô thường xuyên đến nhà thờ của mình và dẫn dắt dàn hợp xướng. Cô đã dành một phần thời thơ ấu của mình để sống với ông bà của mình tại Park Finsbury, London, nơi cô cũng đã đi học trước khi trở về Jamaica. Khi còn là học sinh của trường trung học St. Catherine, cô thường xuyên tham gia lễ hội của Ủy ban phát triển văn hóa Jamaica (JCDC) trong hạng mục âm nhạc và dành được nhiều huy chương trong suốt những năm qua. Mặc dù cô muốn trở thành một kế toán viên điều lệ, cô đã quyết định theo đuổi sự nghiệp âm nhạc. Sau đó, cô đăng ký vào trường Trường cao đẳng nghệ thuật thị giác và biểu diễn Edna để nghiên cứu âm nhạc và kịch. Cô bắt đầu thử nghiệm với nhạc dancehall và ngay sau đó đã tạo ra sự quan tâm trong cộng đồng của mình với khả năng deejay của mình tại các chương trình sân khấu địa phương.

## Liên doanh khác
Spice đã mạo hiểm đầu tư vào các doanh nghiệp và ngành công nghiệp khác. Vào tháng 6 năm 2010, cô đã mở một quán bar thể thao và phòng chờ tên là "8 Ball", nằm ở quê nhà Portmore. Năm 2017, Spice đã ký một thỏa thuận chứng thực với Sperone Moscato Jamaica, một công ty rượu vang có trụ sở tại Ý.

### Thời trang
Năm 2009, Spice mở cửa hàng quần áo Spicey Couture ở Kingston. Sau đó, cô đã mở một chi nhánh ở May Pen, Clarendon và tại các địa điểm khác ở Jamaica. Cửa hàng cung cấp vận chuyển đến Mỹ, Anh và Canada thông qua trang web của mình. Cô cũng sở hữu một thẩm mỹ viện tên là "Spicey Salon" ở Kingston.
Vào tháng 7 năm 2015, Spice đã cho ra mắt một dòng quần áo như là một phần trong việc quảng bá cho đĩa đơn "Needle Eye" của cô. Dòng sản phẩm có áo phông và đồ lót được in với tiêu đề của đĩa đơn.

### Từ thiện
Năm 2018, Spice thành lập Quỹ trao quyền cho phụ nữ Grace Hamilton (GHweF) tại Jamaica. Dựa trên nền tảng "nâng đỡ phụ nữ trẻ và chuẩn bị cho họ hướng tới thành công". Nền tảng nhằm mục đích làm giàu cho phụ nữ thông qua kinh doanh và khởi nghiệp.

## Danh sách phim ảnh
| Năm  | Phim ảnh | Vai   | Ghi chú     |
| ---- | -------- | ----- | ----------- |
| 2014 | Destiny  | Candy | Phim ra mắt |

| Năm           | Tên                     | Vai        | Ghi chú                                                                                     |
| ------------- | ----------------------- | ---------- | ------------------------------------------------------------------------------------------- |
| 2017 Hiện tại | Love & Hip Hop: Atlanta | Chính mình | Ngôi sao khách mời (Phần 6) </br> Dàn diễn viên phụ (Phần 7) </br> Diễn viên chính (phần 8) |